# Гейзел Гочкіс-Вайтмен
Гейзел Гочкіс-Вайтмен (англ. Hazel Hotchkiss Wightman; 20 грудня 1886 — 5 грудня 1974) — колишня американська тенісистка.
Перемагала на турнірах Великого шолома в одиночному, парному та змішаному парному розрядах.

## Фінали турнірів Великого шолома

### Одиночний розряд: 5 (4–1)
| Результат | Рік  | Турнір        | Покриття | Суперниця            | Рахунок        | Ref.  |
| --------- | ---- | ------------- | -------- | -------------------- | -------------- | ----- |
| Перемога  | 1909 | Чемпіонат США | Трава    | Мод Барджер-Воллек   | 6–0, 6–1       | [ 1 ] |
| Перемога  | 1910 | Чемпіонат США | Трава    | Луїс Геммонд Реймонд | 6–4, 6–2       | [ 1 ] |
| Перемога  | 1911 | Чемпіонат США | Трава    | Флоренс Саттон       | 8–10, 6–1, 9–7 |       |
| Поразка   | 1915 | Чемпіонат США | Трава    | Молла Маллорі        | 6–4, 2–6, 0–6  | [ 1 ] |
| Перемога  | 1919 | Чемпіонат США | Трава    | Маріон Зіндерштайн   | 6–1, 6–2       | [ 1 ] |

### Парний розряд: 9 (7–2)
| Результат | Рік  | Турнір               | Покриття | Партнерка     | Суперниці                           | Рахунок       | Ref.  |
| --------- | ---- | -------------------- | -------- | ------------- | ----------------------------------- | ------------- | ----- |
| Перемога  | 1909 | Чемпіонат США        | Трава    | Едіт Роч      | Дороті Ґрін Лоїс Моєс Бікл          | 6–1, 6–1      | [ 2 ] |
| Перемога  | 1910 | Чемпіонат США        | Трава    | Едіт Роч      | Аделейд Бравнінґ Една Вілді         | 6–4, 6–4      | [ 2 ] |
| Перемога  | 1911 | Чемпіонат США        | Трава    | Елеонора Сірс | Дороті Ґрін Флоренс Саттон          | 6–4, 4–6, 6–2 | [ 2 ] |
| Перемога  | 1915 | Чемпіонат США        | Трава    | Елеонора Сірс | G. L. Chapman Гелен Гоманс          | 10–8, 6–2     | [ 2 ] |
| Поразка   | 1919 | Чемпіонат США        | Трава    | Елеонора Сірс | Елінор Ґосс Маріон Зіндерштайн      | 8–10, 7–9     | [ 2 ] |
| Поразка   | 1923 | Чемпіонат США        | Трава    | Елінор Ґосс   | Філліс Ковелл Кетлін Маккейн-Годфрі | 6–2, 2–6, 1–6 | [ 2 ] |
| Перемога  | 1924 | Вімблдонський турнір | Трава    | Гелен Віллс   | Філліс Ковелл Кетлін Маккейн-Годфрі | 6–4, 6–4      | [ 3 ] |
| Перемога  | 1924 | Чемпіонат США        | Трава    | Гелен Віллс   | Елінор Ґосс Маріон Зіндерштайн      | 6–4, 6–3      | [ 2 ] |
| Перемога  | 1928 | Чемпіонат США        | Трава    | Гелен Віллс   | Едіт Кросс Енн Макк'юн Гарпер       | 6–2, 6–2      | [ 2 ] |

### Мікст: 8 (6–2)
| Результат | Рік  | Турнір        | Покриття | Партнер           | Суперник і суперниця               | Рахунок       | Ref.  |
| --------- | ---- | ------------- | -------- | ----------------- | ---------------------------------- | ------------- | ----- |
| Перемога  | 1909 | Чемпіонат США | Трава    | Воллас Ф. Джонсон | Луїс Геммонд Реймонд Реймонд Літтл | 6–2, 6–0      | [ 4 ] |
| Перемога  | 1910 | Чемпіонат США | Трава    | Джозеф Карпентер  | Една Вілді Герберт М. Тілден       | 6–2, 6–2      | [ 4 ] |
| Перемога  | 1911 | Чемпіонат США | Трава    | Воллас Ф. Джонсон | Една Вілді Герберт М. Тілден       | 6–4, 6–4      | [ 4 ] |
| Перемога  | 1915 | Чемпіонат США | Трава    | Гаррі Джонсон     | Молла Маллорі Ірвінґ Райт          | 6–0, 6–1      | [ 4 ] |
| Перемога  | 1918 | Чемпіонат США | Трава    | Ірвінґ Райт       | Молла Маллорі Фред Александер      | 6–2, 6–3      | [ 4 ] |
| Перемога  | 1920 | Чемпіонат США | Трава    | Воллас Ф. Джонсон | Молла Маллорі Крейґ Біддл          | 6–4, 6–3      | [ 4 ] |
| Поразка   | 1926 | Чемпіонат США | Трава    | Рене Лакост       | Елізабет Раян Жан Боротра          | 4–6, 5–7      | [ 4 ] |
| Поразка   | 1927 | Чемпіонат США | Трава    | Рене Лакост       | Ейлін Беннетт Анрі Коше            | 2–6, 6–0, 3–6 |       |

## Часова шкала турнірів Великого шлему в одиночному розряді
| W | Ф | ПФ | ЧФ | #Р | КТ | К# | DNQ | A | NH |

| Турнір               | 1909  | 1910  | 1911  | 1912 – 1914 | 1915  | 1916 – 1918 | 1919  | 1920  | 1921  | 1922  | 1923  | 1924  | 1925  | 1926  | 1927  | 1928  | Career SR |
| -------------------- | ----- | ----- | ----- | ----------- | ----- | ----------- | ----- | ----- | ----- | ----- | ----- | ----- | ----- | ----- | ----- | ----- | --------- |
| Чемпіонат Австралії  | NH    | NH    | NH    | NH          | NH    | NH          | NH    | NH    | NH    |       |       |       |       |       |       |       | 0 / 0     |
| Чемпіонат Франції*   | R     | R     | R     |             | NH    | NH          | NH    |       |       |       |       | NH    |       |       |       |       | 0 / 0     |
| Вімблдонський турнір |       |       |       |             | NH    | NH          |       |       |       |       |       | 3р    |       |       |       |       | 0 / 1     |
| Чемпіонат США        | П     | П     | П     |             | Ф     |             | П     |       |       |       |       |       |       | 3р    | 1р    | ЧФ    | 4 / 8     |
| SR                   | 1 / 1 | 1 / 1 | 1 / 1 | 0 / 0       | 0 / 1 | 0 / 0       | 1 / 1 | 0 / 0 | 0 / 0 | 0 / 0 | 0 / 0 | 0 / 1 | 0 / 0 | 0 / 1 | 0 / 1 | 0 / 1 | 4 / 9     |